# Mé, Pék e Barba
Mé, Pék e Barba è un gruppo italiano di folk e musica popolare formatosi nel 2003; il nome è ispirato a una vecchia storia popolare della bassa parmense del primo dopoguerra.

## Storia del gruppo
Il gruppo venne fondato nel 2003 da alcuni amici musicisti di Roccabianca, piccolo paese della bassa parmense. Il neonato gruppo inizia a suonare in piccoli locali e feste di paese. Il repertorio comprende pezzi della tradizione folk, pezzi di Davide Van De Sfroos, Modena City Ramblers e musica folk irlandese.
Il primo album, Pùtost la bev tòta me esce nel 2005 e nonostante una fattura tecnica amatoriale riscuote un inaspettato successo, grazie soprattutto ai testi divertenti e ballabili quasi esclusivamente in dialetto della bassa parmigiana.
Nel 2007 esce Il vento che Soffia dalla Luna, il secondo album sotto la direzione artistica dell'ex Modena City Ramblers, Alberto Morselli.
Ma è con il terzo album, La Rosa e l'Urtiga, sempre sotto la direzione artistica di Alberto Morselli e quella strumentale di Filippo Chieli che raggiungono la loro maturità artistico-musicale. 
Nell'album è contenuto il singolo La Festa di San Luppolo considerato dal gruppo come una sorta di Inno.
Nel 2010 partecipano alla realizzazione del video di Zucchero della canzone Chocabeck
Il quarto album La Scatola Magica del 2012 ha come filo conduttore il Mistero. La produzione artistica è di Gigi Cavalli Cocchi. L'attore Vito interpreta una struggente versione del singolo Che cos'è l'Amore
Nel 2013 in occasione del decennale registrano un CD live al Fuori Orario di Taneto di Gattatico dal nome Mé,Pék e Barba 2003-2013 "Un Sogno Folk". L'album viene patrocinato dal Comune di Roccabianca, dalla Provincia di Parma e dalla Regione Emilia-Romagna.
Il quinto album dedicato esclusivamente ai libri esce nel 2015 e si intitola Carta Canta. L'album vanta preziose collaborazioni nei testi di Erri De Luca, Marcello Fois, Mauro Corona, Paolo Rumiz. Danilo Sacco invece interpreta il brano Il Nonno e il suo Violino mentre Marino Severini dei The Gang canta nel brano La Tigre dell'Ogliastra
Il sesto album in studio esce nel 2018, Vincanti, è interamente dedicato al mondo del vino. All'album collaborano Omar Pedrini, che ha scritto e cantato il brano Sarà Festa, Puccia degli Après La Classe, Gigi Sanna e Davide Guiso degli Istentales, Dario Canossi dei Luf e il cantautore friulano Franco Giordani.
Nell'Agosto del 2018 festeggiano i 15 anni di attività con un concerto a FestaReggio ed avendo come ospiti Max Cottafavi e Francesco Moneti

## Formazione
- Sandro Pezzarossa - voce e chitarra
- Federico Romano - fisarmonica
- Nicola Bolsi - voce, batteria
- Michela Ollari - voce
- Elisa Minari - basso
- Federico Buffagni - flauti
- Lucio Stefani - violino
- Francesco 'Franz' Ravaglia - chitarre
- Roberto Guerreschi - fonico

## Discografia
Album in studio
- Pùtost la bev tòta me (2005)
- Il Vento che Soffia dalla Luna (2007)
- La Rosa e L'Urtiga (2009)
- La Scatola Magica (2012)
- Carta Canta (2015)
- Vincanti (2018)

Album dal vivo
- Mé,Pék e Barba 2003-2013 "Un Sogno Folk" (2013)

Singoli
- Il tesoro del Bigatto (2012)